# Artis Pabriks
 (janvier 2019).
Si vous disposez d'ouvrages ou d'articles de référence ou si vous connaissez des sites web de qualité traitant du thème abordé ici, merci de compléter l'article en donnant les références utiles à sa vérifiabilité et en les liant à la section « Notes et références ».
Artis Pabriks, né le 22 mars 1966 à Jurmala, est un homme politique letton, membre de Développement/Pour ! (AP). 
Fondateur du Parti populaire (TP) en 1998, il échoue à être élu député en 2002 mais entre à la Saeima deux ans plus tard. Peu après, il est nommé ministre des Affaires étrangères par Indulis Emsis, poste auquel Aigars Kalvītis le confirme quelques mois plus tard.
Après les élections législatives de 2006, il est reconduit en tant que chef de la diplomatie, il démissionne l'année suivante pour marquer son opposition à Kalvītis. Il est alors exclu du TP et créé la Société pour une autre politique (SCP) en 2008. En 2010, il remporte un troisième mandat parlementaire, sur la liste d'Unité, et fait alors son retour au gouvernement comme Vice-Premier ministre et ministre de la Défense.
Il reste député lors du scrutin législatif anticipé de septembre 2011. À l'issue de ces élections, il est reconduit dans ses fonctions ministérielles, qu'il perd en janvier 2014. Il devient député européen six mois plus tard, puis retourne siéger à la Saeima en novembre 2018. Il réintègre le gouvernement en janvier 2019, comme vice-Premier ministre et ministre de la Défense.

## Biographie

### Éducation et carrière
Diplômé d'histoire à l'université de Lettonie en 1992, il obtient, quatre ans plus tard, un doctorat de science politique à l'université d'Aarhus, au Danemark. Il devient alors recteur de la nouvelle université des sciences appliquées de Vidzeme, à Valmiera, où il occupe, à partir de 2001, un poste de professeur associé en science politique. En 2002, il intègre le comité éditorial du magazine Baltic Review.

### Débuts en politique
Ayant participé, en 1998, à la fondation du Parti populaire, il se présente aux élections législatives du 5 octobre 2002, mais n'est pas élu député. Il fait finalement son entrée à la Saeima le 18 mars 2004, en tant que suppléant d'Atis Slakteris, nommé ministre de la Défense, et devient alors président de la commission des Affaires étrangères.

### Chef de la diplomatie
Le 21 juillet 2004, il est appelé au gouvernement par le Premier ministre Indulis Emsis, pour devenir ministre des Affaires étrangères. Emsis est remplacé, le 2 décembre suivant, par Aigars Kalvītis, membre du TP et qui le maintient dans ses fonctions. Réélu député aux élections législatives du 7 octobre 2006, il est reconduit, un mois plus tard, à la tête de la diplomatie lettonne.

### Passage à l'opposition
Il démissionne le 28 octobre 2007, alors que Kalvītis est de plus en plus contesté pour avoir voulu destituer le directeur du bureau anti-corruption, qui s'apprêtait à révéler le financement illégal de la campagne électorale du Parti populaire en 2006. Il fait son retour à la Saeima le 1er novembre, où il est exclu du groupe TP dix jours plus tard. Le 6 septembre 2008, il est élu vice-président de la Société pour une autre politique (SCP), parti nouvellement créé par Aigars Štokenbergs, également ancien ministre d'Aigars Kalvītis.

### Ministre de la Défense
Aux élections législatives du 2 octobre 2010, la SCP participe à la coalition politique Unité, emmenée par le Premier ministre Valdis Dombrovskis. À la suite de la victoire d'Unité et de la formation d'un nouveau gouvernement, Artis Pabriks est nommé, le 3 novembre, Vice-Premier ministre et ministre de la Défense. Le 6 août 2011, Unité se transforme en un parti politique, sur les listes duquel il est réélu à la Saeima au cours des élections législatives anticipées du 17 septembre. Le 25 octobre suivant, il est reconduit au ministère de la Défense.
Il est élu, le 26 novembre suivant, vice-président d'Unité. Un an plus tard, le 1er décembre 2012, un nouveau congrès du parti décide de la suppression des postes de vice-président, mais il reste membre du bureau politique.
Lors de la formation du gouvernement Straujuma I le 22 janvier 2014, il cède son poste à l'écologiste Raimonds Vējonis et quitte l'exécutif.

### Parlement européen puis retour en Lettonie
Lors des élections européennes de 2014, il est élu au Parlement européen, où il siège au sein du groupe du Parti populaire européen. Élu à la Saeima, il démissionne de ce mandat le 5 novembre 2018, laissant son siège à Kārlis Šadurskis. Le 23 janvier 2019, il est nommé vice-Premier ministre et ministre de la Défense letton.